# Dienst voor Inschrijvingen van Voertuigen
De Dienst voor Inschrijvingen van Voertuigen (of de DIV), is een Belgische overheidsinstelling binnen de Federale Overheidsdienst Mobiliteit en Vervoer die het beheer van de nummerplaten en inschrijvingsbewijzen voert.
Sinds januari 2010 is de dienst homologaties aan de DIV toegevoegd waardoor de wettelijke benaming Directie Inschrijvingen & Homologaties Voertuigen is geworden, een naam die echter niet op de officiële website van de dienst wordt gebruikt.

## Opdracht
In België mag een voertuig pas in het verkeer gebracht worden als het ingeschreven is en de nummerplaat draagt die werd toegekend. Hierop bestaan een aantal uitzonderingen (bijvoorbeeld bepaalde aanhangwagens, bromfietsen en carnavalsvoertuigen). Iedere persoon (zowel natuurlijke als rechtspersoon) die in België is ingeschreven moet een Belgische inschrijving aanvragen.

Deze inschrijvingen worden beheerd door de DIV.
Bij de DIV kan men eveneens gepersonaliseerde nummerplaten, transitplaten, handelaars- en proefritplaten, en allerhande bijzondere nummerplaten aanvragen.
Makelaars, verzekeringsmaatschappijen en leasingfirma's kunnen de voertuigen van hun klanten zelf inschrijven via de webapplicatie WebDIV.
De nieuwe aangevraagde nummerplaat en bijhorend bewijs worden uitsluitend via de post opgestuurd naar de aanvrager. Voor een nummerplaat betaalt men een retributie van 30 euro.

## Inleveren nummerplaat
De nummerplaat volgt in België de titularis en niet het voertuig. Wanneer men zijn voertuig verkoopt wordt de nummerplaat ofwel gewist (men heeft dan 4 maanden de tijd om een nieuwe inschrijving te doen) ofwel geschrapt indien men niet van plan is een ander voertuig in te schrijven. De nummerplaat moet dan teruggestuurd worden naar de DIV.
Sinds 1 oktober 2002 kan een persoon die zijn nummerplaat inlevert bij het DIV (zodat de nummerplaat geschrapt wordt) een gratis netabonnement van De Lijn (het Dina-abonnement) met een looptijd van 12 maanden krijgen. Dit abonnement kan tweemaal verlengd worden.
Als de enige personenwagen van een gezin geschrapt wordt, krijgen alle gezinsleden waarvoor een abonnement werd aangevraagd een dergelijk DIV-abonnement.

## Contact

### Centrale zetel
Federale Overheidsdienst Mobiliteit en Vervoer

### Lokale bijkantoren
- Antwerpen/Kontich
- Brugge/Oostende
- Charleroi/Gosselies:
- Gent-Zwijnaarde
- Hasselt/Alken
- Luik/Grâce-Hollogne
- Mons/Maisières
- Namen/Belgrade
- Aarlen/Neufchâteau
- Verviers/Eupen

### Transitantenne
DIV-transitantenne Brussel (Haven van Brussel).